# جي. جي. روبرت
جي. جي. روبرت (بالإنجليزية: G. G. Rupert)‏ هو داعية أمريكي، ولد في 12 مايو 1847 في أوهايو في الولايات المتحدة، وتوفي في 17 يوليو 1922.